# Gradski stadion (Sisak)
El Estadio Municipal de Sisak (en croata: Gradski stadion Sisak) es un estadio multiusos ubicado en la ciudad de Sisak en Croacia y que actualmente es la sede del HNK Segesta.

## Historia
Fue construido en 1956 debido a la creciente necesidad de un moderno edificio deportivo que cubriera las necesidades de numerosos clubes deportivos de la ciudad. Las primeras obras comenzaron dos años antes, en 1954, pero debido a los restos encontrados de la necrópolis al sureste de la antigua Siscia quedaron temporalmente "congelados". Después de su construcción, se llamó Estadio "Bratstvo-jedinstvo", pero el nombre fue cambiado en los años 1990. Además de las actividades de fútbol, el estadio también alberga entrenamientos deportivos y competiciones para grupos de edades más jóvenes. El complejo del estadio consta de un campo principal y otro auxiliar. En 2010 se realizaron importantes obras en el campo auxiliar, cuando se instaló césped artificial y se construyó una tribuna con 250 asientos.